# Margaritifera auricularia
La náyade auriculada, margaritona, almeja de río, ostra de agua dulce o almeja perlífera gigante de río (Margaritifera auricularia) es una especie de molusco bivalvo de agua dulce que se encuentra en peligro crítico de extinción y que habita en varias cuencas hidrográficas de España y Francia. También se conoce como pechincha en aragonés.

## Biología y distribución

### Descripción y biología

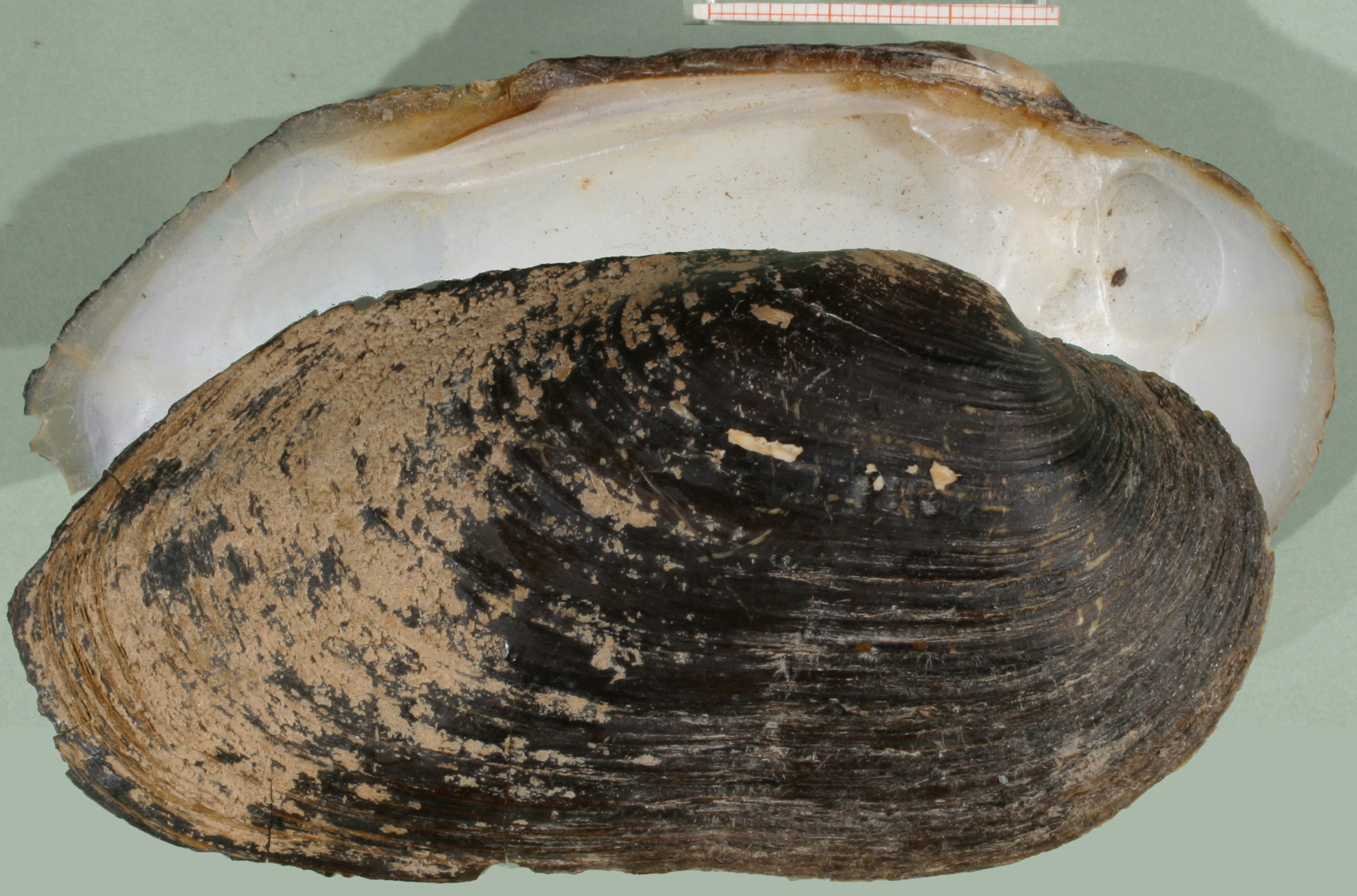
Ejemplar recogido en el Ebro cerca de Sástago antes de 1930 por el malacólogo Fritz Haas. Escala en milímetros.

Los adultos alcanzan los 17-20 cm de longitud, presentan un exterior negro con marcas de crecimiento visibles y un interior de las valvas blanco. El pie también es blanco y grande, y la gónada es a menudo hermafrodita. El adjetivo «auriculada» proviene de la forma arqueada del borde ventral de las valvas, que recuerdan una oreja. Se trata de una especie longeva que puede vivir entre sesenta y cien años. No se conoce la edad de madurez sexual, pero los adultos son fértiles hasta su muerte. Se alimentan filtrando el agua, por lo que depuran y oxigenan el agua del fondo. No eliminan satisfactoriamente las sustancias que no les nutren, así que son organismos bioacumuladores. Esto, sumado a su longevidad, puede aportar mucha información sobre la calidad ecológica del río a lo largo de su vida.

### Distribución
Su área de distribución se ha visto drásticamente reducida desde una extensión europea y norteafricana hasta la actual, limitada al río Ebro, al Canal Imperial de Aragón (la población más grande de España), al canal de Tauste, varias poblaciones en Francia (Loira, Garona, Adur y Charente, la más numerosa de todas, con unas 100 000 náyades), una en Marruecos (de 1991, no revisada desde entonces) y otra cita de 1933 en el río Tajo. Se considera prácticamente extinta en el resto de Europa y nunca ha sido citada en afluentes del Ebro. Se ha podido confirmar su antigua presencia en otros ríos ibéricos, como Duero, Tajo y Guadalquivir, gracias al descubrimiento de conchas en ocho yacimientos arqueológicos datados entre el año 5000 a. C. y el año 400 a. C. Se inclina por zonas de río con gravas asentadas con cierta corriente separadas del flujo principal de agua y con altos contenidos en ion calcio, y su reproducción depende de un pez, el pez fraile (Salaria fluviatilis), que actúa como hospedador de sus gloquidios, por lo que M. auricularia es más abundante si también el pez habita la misma zona del río. El esturión (Acipenser sturio) también actuó como pez hospedador de los gloquidios de la náyade, pero es una especie ya extinguida en el Ebro. Los gloquidios se insertan en los filamentos branquiales del pez hospedador, donde realizan una metamorfosis de un mes de duración para después desprenderse como juveniles, aún con un tamaño minúsculo de 190 μm. La tasa de reproducción parece ser insuficiente para garantizar la supervivencia de la especie, y su capacidad de dispersión se limita a su fase larvaria y depende del pez hospedador, pues no se dispersan en fase adulta.

## Estado de conservación

### Amenazas
Las amenazas para la especie son variadas. Un antiguo peligro, menos habitual en la actualidad, es el uso del nácar de las valvas para la fabricación de empuñaduras de navajas. Su aprovechamiento comercial se reduce también porque no producen perlas como otras náyades, y su carne no es apetitosa para la alimentación por ser dura y de mal sabor. Más recientemente, las principales causas de declive se pueden resumir en pérdida de hábitat, disminución de peces hospedadores e introducción de especies exóticas. La pérdida de hábitat puede originarse por diversas causas, como los dragados del fondo, pavimentaciones y canalizaciones o la construcción de presas que alteren el caudal de agua, así como por la eliminación de vegetación de ribera o de vertidos que puedan contaminar el agua o colmatar el fondo. En cuanto a las especies exóticas, M. auricularia es sensible a la presencia del mejillón cebra (Dreissena polymorpha) y de la almeja asiática (Corbicula fluminea); de manera indirecta, las especies de peces introducidas en la cuenca del Ebro que depredan sobre el pez fraile, como el siluro (Silurus glanis), el pez gato (Ameiurus melas), la perca americana (Micropterus salmoides), el lucio (Esox lucius) y la lucioperca (Sander lucioperca), afectan al éxito reproductivo de la náyade auriculada. Las principales especies hospedadoras de los gloquidios —el esturión y el pez fraile— no se encuentran en buen estado de conservación, pues el esturión está extinto en España y en casi toda su antigua área de distribución y el pez fraile se encuentra en regresión. La recolección furtiva de ejemplares y la carencia de concienciación ciudadana se suman a las amenazas ya descritas. La falta de reclutamiento, evidente por la práctica ausencia de individuos jóvenes, es en sí misma una amenaza para la náyade auriculada, aunque pueda venir derivada de otras amenazas, principalmente la ausencia de peces hospedadores.

### Medidas de conservación
Después del redescubrimiento de poblaciones de M. auricularia en las décadas de 1980 y 1990, se incluyó la especie en el Catálogo Nacional de Especies Amenazadas de España, siendo el primer invertebrado en esa lista, desde septiembre de 1996. A nivel internacional, se encuentra incluida entre las «Especies de fauna estrictamente protegidas» en el Anexo II del Convenio relativo a la Conservación de la Vida Silvestre y del Medio Natural de Europa; entre las «Especies animales y vegetales de interés comunitario que requieren una protección estricta» del Anexo IV de la Directiva Hábitats de la Unión Europea. Su inclusión en la directiva europea propició su condición de especie estrictamente protegida en España. A nivel regional, tanto Aragón como Cataluña recogen la especie en normativas protectoras: el Catálogo de Especies Amenazadas de Aragón y la Orden de 16 de noviembre de 1994 de la Consellería d’Agricultura, Ramadería i Pesca de la Generalitat de Catalunya amparada en la Ley 3/1988, de 4 de marzo, de protección de los animales, respectivamente. Adicionalmente, se han desarrollado dos proyectos LIFE para la conservación de la especie. El primero, en Cataluña, se centró en el bajo Ebro, con código LIFE00 NAT/E/007328 y denominado «Conservación de la náyade amenazada Margaritifera auricularia en el río Ebro (Catalunya)». El segundo, con código LIFE04 NAT/ES/000033, tuvo lugar en Aragón y a grandes rasgos compartió los mismos objetivos de estudio y conservación planteados por el proyecto catalán. Una de las acciones es la suelta de ejemplares juveniles concebidos en cautividad, como sucedió en 2018, cuando se liberaron unos 600 000 individuos no sólo en Aragón, sino también en Álava y Gerona, gracias a la colaboración entre las administraciones de Aragón, País Vasco y Cataluña. El número tan elevado simula una puesta natural, en la que la esperanza de supervivencia es muy reducida. Por otro lado, en 2018 Castilla y León también recibió fondos para invertir en la conservación de la margaritona, destinados a tareas de prospección y seguimiento de nuevas áreas potenciales de presencia de la especie.
El objetivo básico de todas las medidas de conservación es el mantenimiento de las poblaciones aún existentes, para lo que es preciso no alterar los fondos del río con obras o dragados. Por otro lado, debido a la falta de reclutamiento de nuevos ejemplares, debe favorecerse la reproducción de la náyade auriculada. Para aumentar el éxito reproductivo, una de las estrategias es el fortalecimiento de las poblaciones de pez fraile e incluso la recuperación del esturión autóctono. Asimismo, se han estudiado otras especies de peces capaces de albergar los gloquidios del molusco, como por ejemplo los esturiones alóctonos Acipenser baerii y Acipenser naccarii, así como el pez Gambusia holbrooki, cuyo aprovechamiento como hospedador debería darse en cautividad, dado su carácter de pez exótico invasor en España. De las medidas protectoras para la conservación de M. auricularia, en especial del cuidado del hábitat, podrían beneficiarse también otras especies de moluscos bivalvos presentes en el Ebro, como Potomida littoralis, Unio mancus y Anodonta sp. (supuestamente Anodonta cygnea, taxonomía en revisión).